# Tâmplă
Tâmpla reprezintă partea laterală a capului, dintre frunte și ureche. Ea cuprinde osul temporal și o parte din osul sfenoid.

## Etimologie
Cuvântul "tâmplă" provine din latina vulgară, *tempula, modificat de la tempora, plural pentru tempus, cuvânt ce înseamnă atât "timp" cât și parte a capului.